# Miscelatore
Il miscelatore a 2 tempi è un dispositivo utilizzato per miscelare due o più sostanze, o nell'immettere una quantità calibrata di una determinata sostanza in un'altra, in modo continuo, o in più cicli. I miscelatori vengono utilizzati in vari ambiti e per vari scopi.

## Miscelatore per motori a due tempi

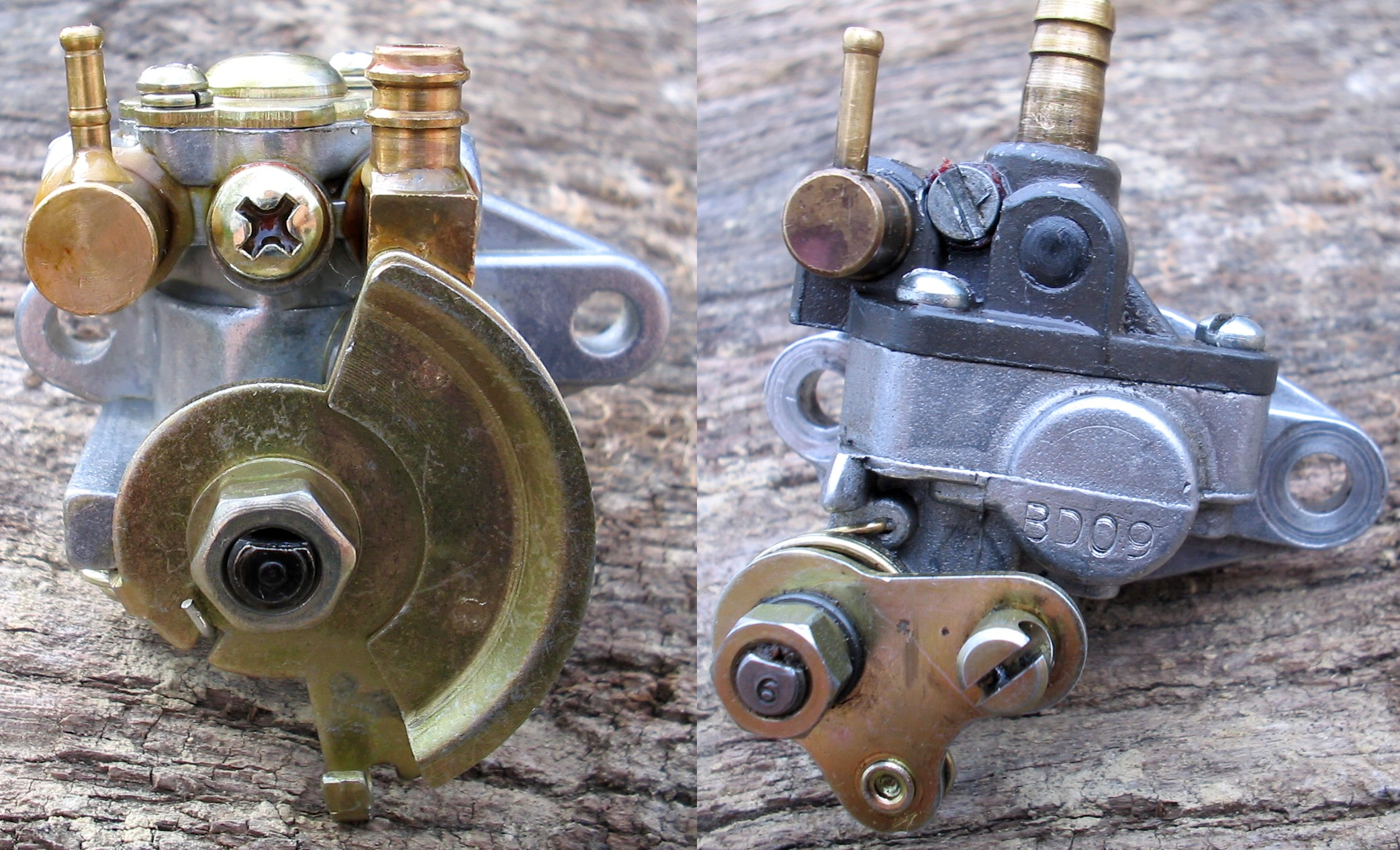
Due miscelatori olio per motori a due tempi (Minarelli AM) comandati sia tramite regime motore sia dall'acceleratore, si possono notare le differenze costruttive e il diverso sistema del pilotaggio acceleratore (a carrucola a sinistra a leva a destra)

I miscelatori per i motori a due tempi o pompe dell'olio motore, sono presenti nel caso l'olio motore e la benzina siano collocati in contenitori diversi, avendo, sia l'importantissima funzione d'immettere la giusta quantità d'olio nel circuito d'alimentazione che gestire il corretto rapporto nella miscela olio-benzina.

### Tipo d'immissione dell'olio
L'olio può essere immesso nel circuito dell'alimentazione in vari modi:
- Tramite il collettore: l'olio può essere inserito nel circuito dell'alimentazione e quindi lubrificare il motore tramite il collettore, che, in questo caso, sarà provvisto di un attacco specifico per il miscelatore. Questo tipologia di immissione è stata abbandonato in quanto si sarebbero dovuti creare specifici collettori per ogni singolo mezzo.
- Tramite l'Effetto Venturi: un altro tipo d'immissione dell'olio avviene tramite il carburatore, che, in questo caso sarà munito di uno speciale condotto e di un attacco che permetta l'immissione dell'olio dopo la valvola a saracinesca. Questo tipo di lubrificazione è possibile con pochi carburatori, ed è generalmente limitato a dispositivi di dimensioni medio-grandi.
- Tramite la vaschetta: questo tipo d'immissione prevede che il canale specifico per l'olio proveniente dal miscelatore termini nella vaschetta e misceli l'olio con la benzina. È stato scelto questo metodo perché in questo caso è possibile utilizzare oli più scadenti, a causa della loro difficoltà a miscelarsi in presenza dell'aria.

### Tipo di miscelatore

Animazione di un elemento che può funzionare come:
Pompa dell'olio per i motori a quattro tempi
Miscelatore meccanico a comando singolo

I miscelatori per i motori a due tempi non sono tutti uguali, infatti possono essere, nella maggior parte dei casi, meccanici o elettrici, oppure possono avere o no, a seconda del costruttore, una vite di regolazione dell'olio.
- Miscelatori meccanici: questi tipi di miscelatori possono essere comandati in due modi diversi;
  - A comando singolo : è il tipo più semplice, governato dai soli regimi del motore; per questo motivo dispone di una variazione molto ampia della miscelazione.
  - A comando doppio : è il tipo più complesso, governato , sia dal motore, tramite i giri, che dal comando gas, inoltre, è molto più preciso e costoso. Generalmente la sua miscelazione varia dal 2 % allo 0,9 %.
- Miscelatori elettrici: sono costituiti da una pompa azionata da un motorino elettrico o da un solenoide, entrambi governati da un sistema dedicato.

### Problemi di miscelazione
I miscelatori possono andare incontro a un'errata miscelazione, generalmente in difetto, per svariati motivi:
- Mancato o ridotto rifornimento d'olio al miscelatore: le cause possono essere molteplici, dal tubo di rifornimento piegato, tappato, strappato, scollegato, all'assenza o alla scarsità di olio nel serbatoio specifico, segnalato dalla spia dell'olio accesa. In questo miscelatore la serpentina è trasparente, per un controllo facilitato del livello dell'olio.
- Perdita d'olio: può avvenire quando i tubi dell'olio lasciano trafilare il liquido dagli attacchi del miscelatore, o il miscelatore stesso perde olio per problemi di fissaggio dei suoi componenti, o perché la vite di spurgo è rimasta aperta : per questo, quando è possibile il miscelatore viene posto in un alloggiamento isolato, il quale evita che si possa rovinare per urti esterni e per verificare meglio le eventuali perdite.
- Infiltrazione d'aria: questo fenomeno è causato dall'eccessiva lassità dell'attacco del tubo di mandata del miscelatore con il miscelatore stesso; infatti, nella condizione di motore a medi o alti regimi, con la valvola del gas chiusa, si possono avere infiltrazioni d'aria dall'attacco, portando tutto l'olio presente nella serpentina a essere completamente risucchiato, causando una cattiva carburazione del mezzo; tale tubo è trasparente per controllare meglio questa eventuale inconvenienza.
- Flusso irregolare: si ha un flusso d'olio non costante e il tubo di mandata presenta delle bolle d'aria, questo è causato dal fatto che il miscelatore non è correttamente spurgato dall'aria o ha un rifornimento difettoso, per questo tale tubo è trasparente, per controllare tale inconvenienza.
- Miscelatore rovinato : questo caso è praticamente inesistente con i modelli meccanici, ma con i modelli a solenoide (elettrici), questo può verificarsi e generalmente esiste una spia sulla strumentazione che ne segnala il malfunzionamento.
- Otturazione tubo di mandata : nel caso il tubo di mandata o l'ugello su cui si aggancia si otturi parzialmente o totalmente, si ha un insufficiente rifornimento d'olio.

### Vantaggi del miscelatore
L'adozione del miscelatore porta ad avere alcuni vantaggi, che sono:
- Comodità d'uso e riduzione dei consumi : infatti, avendo il serbatoio dell'olio e benzina divisi, si può rifornire il mezzo con maggiore praticità e rapidità diminuendo inoltre il consumo d'olio, in quanto la quantità d'olio non corrisponderà più alla percentuale del singolo rifornimento ma verrà miscelata automaticamente entro i cicli ottimali di funzionamento.
- Si riducono le possibilità di ingolfature e grippaggio per l'utilizzo di getti troppo piccoli : dato che l'olio sufficiente per evitare tale fenomeno è garantito dal miscelatore e non dal flusso di miscela benzina/olio.

### Accorgimenti
Il miscelatore può essere munito:
- Valvola antireflusso : in modo da evitare l'eventuale svuotamento del circuito di mandata dell'olio durante i lunghi periodi d'inattività, ed evitare il reflusso nel caso si sviluppi una pressione a valle del tubi di mandata del miscelatore.
- Valvola di spurgo : serve per permettere un riempimento del miscelatore nuovo o dopo che questo è stato revisionato o pulito, ed evitare che si verifichi una condizione di funzionamento prolungata senza olio.

## Miscelatore riduttore gas naturale
Nei mezzi ad accensione comandata, quando vengono convertiti per essere alimentati con un altro combustibile, come il metano o il GPL, è necessario adottare questo dispositivo, recentemente anche i motocicli che rispettino determinate limitazioni possono essere sottoposti a queste conversioni.
Il miscelatore riduttore, ha questo nome perché riduce la pressione del gas presente nelle bombole in cui è contenuto, in modo da essere miscelato con il comburente aspirato dal motore, inoltre, può permettere alcune regolazioni, quali la sensibilità alle varie situazioni d'utilizzo, permettendo una variazione della portata a seconda delle variazioni di pressione in aspirazione, inoltre è possibile regolare l'interruttore di flusso del gas naturale, aperta elettronicamente, determinando così l'apertura massima della valvola di comunicazione tra il miscelatore e il motore.